# Ferro Carril Oeste
A Ferro Carril Oeste egy argentin labdarúgócsapat Caballito városában. A egyesületet 1904. július 28-án alapították. A csapat jelenleg a másodosztályban szerepel.
Kétszer nyerték meg az első osztályt és szintén kétszer a Copa Bullrichot.

## Sikerek
Primera División
- Bajnok (2): 1982 Nacional, 1984 Nacional

Copa Bullrich
- Győztes (2): 1912, 1913

## Fordítás
Ez a szócikk részben vagy egészben  a   Ferro Carril Oeste című angol Wikipédia-szócikk fordításán alapul.  Az eredeti cikk szerkesztőit annak laptörténete sorolja fel. Ez a jelzés csupán a megfogalmazás eredetét és a szerzői jogokat jelzi, nem szolgál a cikkben szereplő információk forrásmegjelöléseként.